# Agbia
Agbia (llatí: Municipium Agbiensis) va ser una antiga ciutat púnica i romana d'Àfrica Proconsular. Estava situada a la carretera que anava de Cartago a Tebessa, segons diu la Taula de Peutinger.
Les restes d'aquesta ciutat es troben avui a Tunísia a la vila d'Ain Hedja que té uns 3.000 habitants, a uns 15 km a l'oest de Dougga, a la governació de Béja, delegació de Teboursouk. Les restes són a la cimera d'un turonet i gairebé no es pot apreciar res a causa del seu mal estat. Una construcció d'origen àrab apareix damunt del que segurament va ser un temple o una fortalesa de l'Imperi Romà d'Orient.